# Wondreb (rivière)
 (mars 2015).
Si vous disposez d'ouvrages ou d'articles de référence ou si vous connaissez des sites web de qualité traitant du thème abordé ici, merci de compléter l'article en donnant les références utiles à sa vérifiabilité et en les liant à la section « Notes et références ».
La Wondreb (tchèque : Odrava) est une rivière allemande puis tchèque de 58 km[réf. nécessaire] de long. Elle coule dans le land de Bavière puis dans la région de Karlovy Vary et se jette dans l'Ohře. Elle est donc un sous-affluent de l'Elbe.